# チェッカーズ (本)
『チェッカーズ』とは、日本のバンド・チェッカーズの元メンバーである、歌手・俳優・タレントの高杢禎彦著の自伝エッセイである。2003年6月27日に新潮社から出版された。

## 概要
2002年夏以降の高杢の闘病生活（食道の下部半分、リンパ節62本、そして胃・胆のう・脾臓の全摘出といった同年11月のガン手術）をきっかけに、自分の半生を振り返る意味で発売された自伝的エッセイ集。前半を闘病生活、後半を高杢の視点からのチェッカーズ結成・活動中の様子、メンバーの人間性、解散の経緯という形式で構成されており、チェッカーズ時代の活動や同バンド解散にまつわるエピソードが中心としている。なお、これに続けて2004年には、同じく高杢著による『ガンが教えてくれた大切なもの』が刊行されているが、そちらではチェッカーズについては触れられていない。

## 本の内容
高杢にとって保育園時代からの幼なじみで、チェッカーズのリードボーカルでフロントマン（中心メンバー）であった藤井フミヤを批判した内容が含まれている。
- 1991年、フミヤが一方的に長期の休暇を取ってチェッカーズを休業させた。理由は、前年に結婚した夫人と海外でバカンスを楽しむためだった[要ページ番号]。
- 帰国してから数ヵ月後、フミヤがメンバーを集めてチェッカーズ自体の解散を主張し、武内享・大土井裕二・藤井尚之が賛成。高杢・鶴久政治・徳永善也は鶴久をメインボーカルに据えてフミヤ脱退後もチェッカーズ存続を訴えたが、賛成派4人の意思は固く1992年末の解散に至った[1][要ページ番号]。
- 解散についてのミーティングを、フミヤがクラブで酒を飲みながら実施しようとしたため、真剣な話し合いを求めた高杢が激怒した[要ページ番号]。
- 解散を発表した後の全国ツアー中、自己管理が足りず（地方で遊んでいたため）フミヤが喉を潰し、ガラガラ声でのライブとなってしまった。しかもライブ中のMCでは、その原因を「スケジュールが忙しいから」と言い訳した[要ページ番号]。
- ツアー最終公演（チェッカーズとしての最後のライブ）の直前、オフの日にフミヤは喉の治療のために静養すべきなのに、外出していた[要ページ番号]。

また、「俺が、チェッカーズのリーダーをやればよかった」と、リーダーの武内がフミヤの言いなりになっており、実質的にチェッカーズがフミヤのワンマンであったことを批判した。
その一方で、フミヤの実弟である尚之については、猛練習によってサックスが上達したというエピソードを示し、音楽センスやミュージシャンとしての姿勢を評価している。また、同じサイドボーカルだった鶴久についても一流のミュージシャンとして評価している。

### 本作がもたらした影響
本作で批判された藤井フミヤに対し、チェッカーズの実質的なプロデューサーとしての立場にあった芹澤廣明も、女性週刊誌に「フミヤは金のために、（芹澤が提供した曲を蔑ろにして）オリジナル曲を発売するようになった」とコメントを寄せ、フミヤを非難した。
芹澤は、チェッカーズ解散以降も高杢とは交流があり（高杢も作品内で芹澤のことを「師匠」と呼んでいる）、執筆の際に「自分が書きたいように思いっきり書けばいい」との助言をしている。
しかしフミヤは、2003年9月21日に行われた自身の福岡公演で「あの本は、高杢から見た真実なんだよ。仕方ないんだよ」というコメントを発するに止めた。

## 元メンバー・徳永善也の送る会を巡る確執
2004年8月に元メンバーの徳永が死去。徳永と亡くなる直前まで交流があり、死の床へ駆けつけた5人（藤井兄弟、武内、大土井、WILD-Gの隅富太郎）が発起人となり、「徳永善也を送る会」が開かれた。高杢と鶴久は徳永との交流が途絶えていたため、参列しか許可されず、会では前から2列目（徳永家親族の真後ろ）に座った。その後、元メンバーであったのに発起人となることが出来なかったことを高杢・鶴久両名は不服とし、ワイドショーで抗議を行った。
また、送る会の会見でフミヤが、高杢の著書に関し「（第三者から）デタラメな内容だから読まないほうがいいよ、と助言された」と発言し、高杢側が「（当事者である自分が読んでいないのに）一方的にデタラメ呼ばわりするとは何だ」と激怒。「名誉毀損・営業妨害で、訴訟も検討している」と主張、その後ワイドショーにも出演し、自分たちの後ろに著書のポスターを貼り、鶴久と共に取材を受けた。
元メンバー間の確執について、ワイドショーでも大きく取り上げられた。
また、インタビューでは、高杢が堂々とフミヤを非難するのに対し、鶴久は「こんな時期なのに。命よりも重い確執ってあるんですか?」と号泣しながら発言した。

### その後の経緯
その後、高杢は、2作目の著書が発売される前日に、「（藤井フミヤに対しては）告訴はしない」というコメントを出した。
鶴久は、自身のソロシングル発売の際のインタビューで、フミヤに対し、「発売した楽曲は素晴らしかったし、（今でも）尊敬もしている」と発言している。
フミヤは「（高杢に対抗して）自叙伝を発売するのでは？」と噂されたが、フミヤ本人はこれを否定した。
また、フミヤはチェッカーズ時代の楽曲を自身のソロライブで歌う機会があり、以前は鶴久が作曲した楽曲は避けていた傾向があったが、近年は鶴久が作曲した楽曲も披露する機会が増えている。さらに、2020年に芹澤と和解して以降は芹澤が作曲した楽曲も披露している。一方で高杢と和解したかどうかは不明である。

## 書籍情報
- 『チェッカーズ』（全9章、新潮社、2003年6月）、ISBN 978-4104611010